# Josep Joan Pintó i Ruiz
Josep Joan Pintó i Ruiz   (Barcelona, 16 d'abril de 1927 - Barcelona, 23 d'agost de 2020) fou un advocat i jurista català.
Llicenciat en dret (premi extraordinari) per la Universitat de Barcelona (1949), doctor en dret (1959) i professor de la Facultat de Dret i de la Facultat de Ciències Econòmiques. Del 1979 al 1991 fou membre de la Comissió Jurídica Assessora de la Generalitat de Catalunya. Ha estat president de la Reial Acadèmia de Jurisprudència i Legislació de Catalunya i degà del Col·legi d'Advocats de Barcelona, des d'on ha defensat i ha impulsat el dret català.
L'any 1982 fou nomenat president de la Caixa de Barcelona. Aquesta entitat va fusionar-se l'any 1990 amb la Caixa de Pensions per a la Vellesa i d'Estalvis i Pintó va compartir la presidència de l'entitat fusionada juntament amb Joan Antoni Samaranch fins a l'any 1992. Posteriorment Pintó fou vicepresident de La Caixa i president de l'Obra Social de La Caixa.
L'any 1991 va ingressar a la Reial Acadèmia de Ciències Econòmiques i Financeres. El 1999 va rebre la Creu de Sant Jordi. També ha estat President de la Confederació Espanyola de Caixes d'Estalvis, President del Consell d'Administració d'Autopistes de Catalunya, vocal del Patronat de l'Institut Cerdà i del Consell d'Administració de Fecsa. És autor de diversos treballs monogràfics i de publicacions en revistes especialitzades.
Va succeir el seu pare Josep Pintó Badals, qui a finals del segle xix va fundar el despatx que després es reconfigurarà mitjançant la fundació de la firma Pintó Ruiz & Del Valle.

## Càrrecs
Successivament ha desenvolupat els següents càrrecs: Diputat 4t de la Junta de Govern del Col·legi d'Advocats, Bibliotecari i finament Degà de l'esmentada corporació, i Conseller i després Vicepresident del Consell General de l'Advocacia Espanyola.
Fou també President de l'Acadèmia de Jurisprudència i Legislació de Catalunya, de la qual avui és Acadèmic. A més a més, va ser membre del Consell d'Estudis de la Càtedra «Duran i Bas» de Dret Civil de la Universitat de Barcelona. Ex-Magistrat del Tribunal Superior de la Mitra d'Andorra. Ex-Membre de la Comissió Jurídica Assessora de la Generalitat de Catalunya. Ex-Director del Consell de Redacció de la Revista jurídica de Catalunya. Fou President de La Caixa de Barcelona, des del 9 de juliol de 1982 fins al 27 de juliol de 1990. És Ex-President de la Confederació Espanyola de Caixes d'Estalvi (CECA). Ex-President del Consell d'Administració d'Autopistes de Catalunya, S. A. Ex-Vicepresident del Consell d'Administradió d'Autopistes, Concessionària Espanyola, S. A. Ex-Vocal del Patronat de l'Institut Cerdà i Ex-Membre del Consell d'Administració de FECSA. Vicepresident de la Fundació La Caixa i Ex-Vicepresident de La Caixa. Ex-President del Consell d'Administració del Banc d'Europa.
Va ser Membre numerari de la Reial Acadèmia de Jurisprudència i Legislació, de la Reial Acadèmia de Ciències Econòmiques i Financeres, i de la Reial Acadèmia Doctors. Vicepresident de MicroBank de la Caixa. Membre del Consell Assessor del Foment del Treball Nacional. President de l'Institut Superior de Dret i Economia (ISDE). Membre del Consell Assessor de la publicació Economist & Jurist. També va formar part dels Col·legis d'Advocats de Barcelona, Madrid, Sant Feliu de Llobregat i Terrassa.
Va morir a Barcelona el 23 d'agost de 2020, als noranta-tres anys.

## Premis i reconeixements
- Creu d'honor de Sant Raimon de Penyafort[3]
- Creu al Mèrit en el Servei de l'Advocacia del Consell General de l'Advocacia Espanyola[3]
- Creu de Sant Jordi de la Generalitat de Catalunya (1999)
- Creu de l'Orde del Mèrit del Cos de la Guàrdia Civil, distintiu Plata[3]
- Medalla d'Or de la Universitat Ramon Llull[3]
- Premi Puig Salellas (III Ed.) del Col·legi de Notaris de Catalunya.[3]

## Obres
- Investigación de la patenidad (1968) a Revista Jurídica de Catalunya
- Los bienes puestos a nombre de la mujer en el Derecho civil de Cataluña (1970) a Revista Jurídica de Catalunya